# Ceronema mobile
Ceronema mobile är en insektsart som beskrevs av Charles Kimberlin Brain 1920. Ceronema mobile ingår i släktet Ceronema och familjen skålsköldlöss. Inga underarter finns listade i Catalogue of Life.